# Hongrie aux Jeux olympiques d'hiver de 1936
La Hongrie participe aux Jeux olympiques d'hiver de 1936, qui ont lieu à Garmisch-Partenkirchen en Allemagne. Représenté par 25 athlètes, ce pays prend part aux Jeux d'hiver pour la quatrième fois de son histoire après sa présence à toutes les éditions précédentes. La délégation hongroise termine au dixième rang du tableau des médailles avec une médaille de bronze.

## Médaillés
| Médaille                            | Nom                          | Sport               | Épreuve |
| ----------------------------------- | ---------------------------- | ------------------- | ------- |
| Médaille de bronze, Jeux olympiques | Emilia Rotter László Szollás | Patinage artistique | Couples |